# Zaziv Duha Svetoga
Zaziv Duha Svetoga je molitva u sklopu ili izvan svete mise, kojom se moli duhovna pomoć i zagovor Duha Svetoga, treće božanske osobe, istobitne s Bogom Ocem i Bogom Sinom, Isusom Kristom.
Duh Sveti obično se zaziva na početku nove akademske i školske godine, ili na početku okupljanja vjernika kada svećenik, ili ako svećenik nije prisutan, laik moli blagoslov i nadahnuće Duha Svetoga, kako bi pomogao studentima, učenicima, njihovim profesorima i drugim djelatnicima obrazovnih ustanova, tj. svima nazočnima. Na kraju akademske i školske godine, moli se zahvala za dobivenu pomoć Duha Svetoga. Zaziv Duha Svetoga obično moli svećenik na kraju svete mise, koja je upriličena za studente, učenike i obrazovne djelatnike. Obično studenti aktivno sudjeluju tijekom te svete mise npr. čitanjem misnih čitanja i pomaganjem svećeniku oko oltara. Duha Svetog zaziva se i pri konklava, pri izboru novog pape.
Zazivi Duhu Svetome može imati više oblika, npr. molitva „O dođi Stvorče, Duše svet“ posvećena Duhu Svetomu ili litanije Duhu Svetomu npr. „Duše Sveti, koji progovaraš preko proroka, nauči me živjeti u miru i ravnoteži duha i duše!“ Moli se i da Duh Sveti daruje svoje darove kao što su: mudrost, znanje, pravednost, marljivost i dr.